# Urticária solar
A urticária solar (US) é uma condição rara em que a exposição à radiação ultravioleta ou UV, ou às vezes até mesmo à luz visível, induz um caso de urticária que pode aparecer na pele, tanto em áreas cobertas como descobertas. É classificada como um tipo de urticária física. A classificação dos tipos da doença é objecto de alguma controvérsia. Um sistema de classificação distinguiu vários tipos de US com base no comprimento de onda da radiação que causa a erupção; outro sistema de classificação é baseado no tipo de alérgeno que inicia uma erupção.
O agente do corpo humano responsável pela reacção à radiação, conhecido como fotoalérgeno, ainda não foi identificado. A doença em si pode ser difícil de diagnosticar adequadamente porque é muito semelhante a outras doenças dermatológicas, como a erupção polimórfica à luz (PMLE). O teste mais útil é um fototeste diagnóstico, um exame especializado que confirma a presença de uma reacção anormal de queimadura solar. Uma vez identificada, o tratamento da doença envolve frequentemente a administração de anti-histamínicos e tratamentos de dessensibilização, como a fototerapia. Em casos mais extremos, pode-se considerar o uso de imunossupressores e até mesmo plasmaférese.
A descoberta inicial da doença é atribuída a P. Merklen em 1904, mas a condição não obteve um nome até que a sugestão "urticária solar" foi dada por Duke em 1923. No entanto, as suas pesquisas contribuíram para o estudo desta doença incomum. No século XX, mais de cem casos foram relatados.

## Sinais e sintomas
Geralmente, as áreas afectadas estão na pele exposta, geralmente não protegida por roupas; no entanto, também pode ocorrer em áreas cobertas por roupas. As partes do corpo cobertas apenas por uma fina camada de roupa podem estar sujeitas à condição.
A vida com urticária solar pode ser difícil. Os pacientes estão sujeitos a uma constante necessidade de se coçarem e a dor constantes, pois poucos minutos após a exposição inicial à radiação ultravioleta, uma erupção aparecerá. A reacção inicia-se na forma de prurido, evoluindo posteriormente para eritema e edema nas áreas expostas da pele. Se vastas áreas do corpo forem afectadas, a perda de fluido na pele pode causar tonturas, dor de cabeça, náuseas e vómitos. Muito raramente, foi relatado que os pacientes experimentaram um aumento da frequência cardíaca que pode causar um acidente vascular cerebral ou ataque cardíaco devido ao inchaço da cavidade corporal. Outros efeitos colaterais raros podem ser broncoespasmos e problemas de instabilidade da glicose. Além disso, se uma grande área do corpo for repentinamente exposta, a pessoa pode estar sujeita a uma reacção anafilática. Uma vez livre da exposição, a erupção geralmente desaparece depois de algumas horas; casos raros e extremos podem levar um ou dois dias para normalizar, dependendo da gravidade da reacção.

## Causas
A urticária solar é uma hipersensibilidade mediada por imunoglobulina E, que pode ser introduzida através de factores primários ou secundários ou induzida por fotossensibilização exógena. Acredita-se que a US primária seja uma hipersensibilidade do tipo I (uma reacção leve/grave a um antígeno, incluindo anafilaxia) em que um antígeno, ou substância que provoca uma resposta imunológica, é "induzido por UV ou radiação visível". Já a US secundária pode ocorrer quando uma pessoa entra em contacto com produtos químicos como alcatrão, betume e corantes. Pessoas que usam substâncias como o benoxaprofeno ou pacientes com protoporfiria eritropoiética também podem contrair esta forma secundária. Estes itens que causam essa fotossensibilidade são fotossensibilizadores exógenos porque estão fora do corpo e fazem com que ele tenha uma maior sensibilidade à luz.
Além disso, também existem causas não ortodoxas (incomuns) de urticária solar. Para aqueles susceptíveis à luz visível, o uso de roupa branca pode aumentar as chances de um surto. Num determinado caso, os médicos descobriram que a camisola branca absorveu a radiação UVA do sol e a transformou em luz visível, o que causou a reacção. Outro paciente estava a ser tratado com o antibiótico tetraciclina para um distúrbio dermatológico separado e teve urticária quando exposto ao sol, o primeiro caso a implicar a tetraciclina como agente indutor de urticária solar.
Ainda não se sabe que agente específico no corpo provoca a reacção alérgica à radiação. Quando os pacientes com urticária solar foram injectados com um soro autólogo irradiado, muitos desenvolveram urticária na área da injecção. Quando pessoas que inicialmente não tinham urticária solar foram injectadas, elas não demonstraram sintomas semelhantes. Isso indica que a reacção é apenas uma característica dos pacientes com urticária solar e que não é fototóxica. É possível que este fotoalérgeno esteja localizado nos sítios de ligação de IgE que se encontram na superfície dos mastócitos. Acredita-se que o fotoalérgeno comece a sua configuração através da absorção da radiação por um cromóforo. A molécula, por causa da radiação, é transformada, resultando na formação de um novo fotoalérgico.

## Diagnóstico

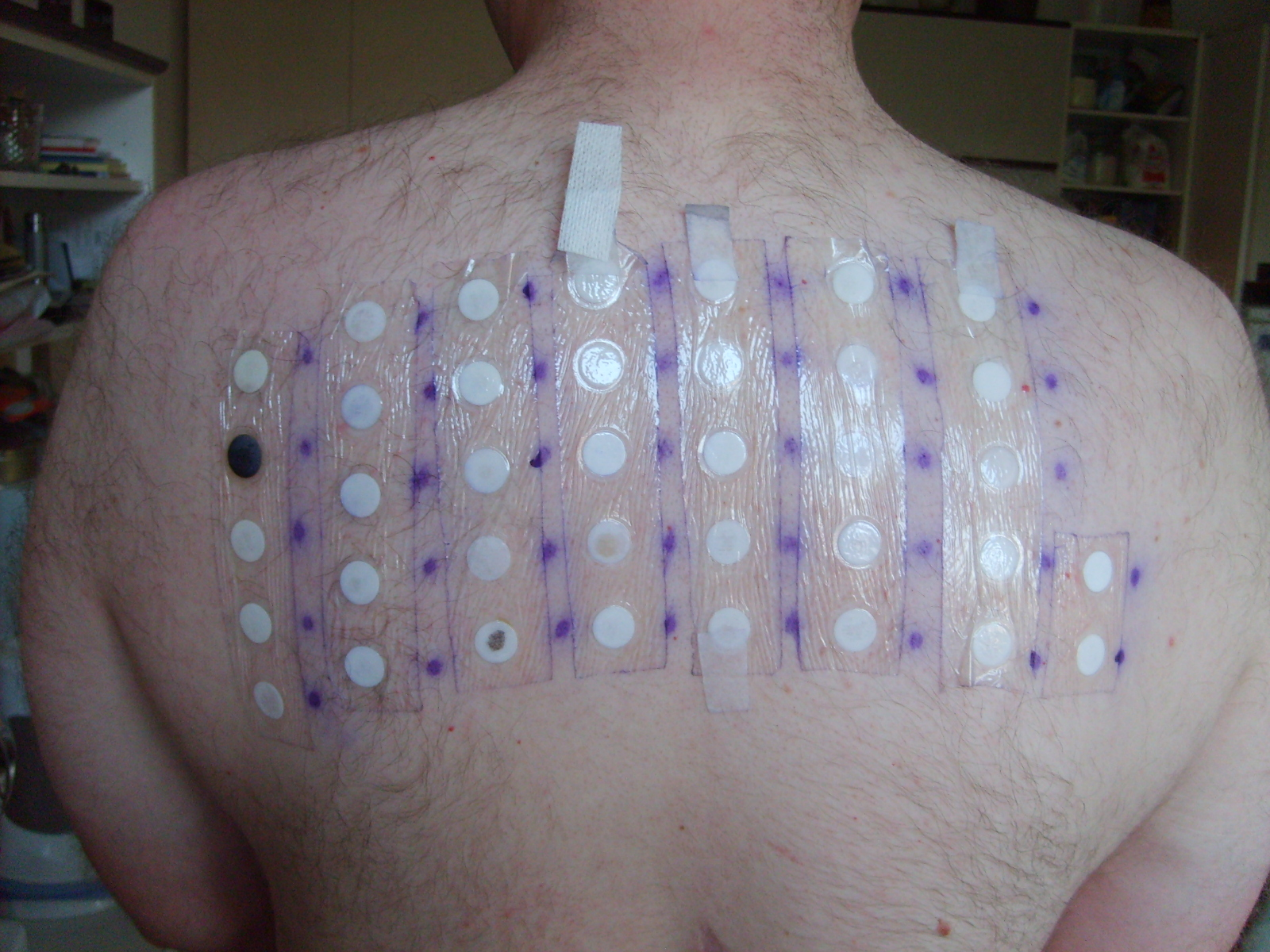
Teste epicutâneo

A urticária solar pode ser difícil de diagnosticar, mas a sua presença pode ser confirmada pelo processo de fototeste. Existem várias formas destes testes, incluindo testes epicutâneos, fototestes, testes de fotoprovocação e testes de laboratório. Tudo isso é necessário para determinar a condição exacta de que o paciente está a sofrer. Os epicutâneos são realizados quando se acredita que um paciente está a ter certos sintomas devido a uma alergia que só ocorrerá quando em contacto com a luz solar. Após o procedimento, o paciente recebe uma dose baixa de radiação UVA.
Outro teste, conhecido como fototeste, é o mais útil na identificação da urticária solar. Nesse teste, segmentos de um centímetro de pele são submetidos a quantidades variáveis de radiação UVA e UVB, de modo a determinar a dosagem específica de certa forma de radiação que causa a formação da urticária. Ao testar a forma menos intensa (urticária solar fixa), o fototeste deve ser realizado apenas nas áreas onde a condição aparece, para que se evite a possibilidade de obtenção de falso-negativos.
Uma terceira forma de teste é o teste de fotoprovocação, usado para identificar distúrbios provocados por queimaduras solares. O processo deste teste envolve a exposição de uma área do braço do paciente a uma certa dose de radiação UVB e uma área do outro braço a uma determinada dose de radiação UVA. A quantidade de radiação a que o paciente é exposto é igual à "recebida durante uma hora do sol do meio-dia de verão". Se o procedimento produzir erupção na pele, o paciente será submetido a uma biópsia. Por fim, existem exames laboratoriais que geralmente envolvem procedimentos como exames de sangue, urina e bioquímicos fecais. Em algumas situações, uma biópsia de pele pode ser realizada.

### Classificação
A urticária solar, devido às suas características particulares, é considerada um tipo de urticária física ou sensibilidade à luz. A urticária física surge de factores físicos no meio ambiente, que no caso da urticária solar é a radiação UV ou a luz. Esta condição pode ser classificada com base no comprimento de onda da energia radioactiva que causa a reacção alérgica; conhecida como classificação de Harber, seis tipos foram identificados neste sistema. A urticária solar tipo I é causada pela radiação UVB (ultravioleta B), com comprimentos de onda variando de 290-320 nm. O tipo II é induzido pela radiação UVA (ultravioleta A) com comprimentos de onda que podem variar de 320-400 nm. A faixa de comprimento de onda do tipo III e IV vai de 400 a 500 nm, enquanto o tipo V pode ser causado pela radiação UVB à luz visível (280-600 nm). O tipo VI só foi conhecido por ocorrer em 400 nm.
Outra classificação distingue dois tipos. O primeiro é uma hipersensibilidade causada por uma reacção a fotoalérgenos localizada apenas em pessoas com a condição; enquanto o segundo é causado por fotoalérgenos que podem ser encontrados tanto em pessoas com que sofrem com a condição como em pessoas sem ele.
Um subgrupo de urticária solar, urticária solar fixa, também foi identificado. É uma forma rara e menos intensa da doença com dermatopatia (áreas inchadas da pele) que afectam certas áreas fixas do corpo. A urticária solar fixa é induzida por um amplo espectro de energia radioactiva com comprimentos de onda que variam de 300-700 nm.

### Diagnóstico diferencial
A erupção polimorfa à luz (PMLE) é a doença mais fácil de ser confundida com a urticária solar porque as localizações das lesões são semelhantes (o V do pescoço e dos braços). No entanto, os pacientes com urticária solar têm uma maior probabilidade de desenvolver lesões na face. Além disso, uma reacção de PMLE levará mais tempo para aparecer do que uma de urticária solar. O lúpus eritematoso já foi confundido com urticária solar; no entanto, as lesões do lúpus eritematoso levam mais tempo para desaparecer. Além disso, ao serem testados para as duas doenças, os pacientes com urticária solar apresentam uma reacção imediata, enquanto os pacientes com lúpus eritematoso apresentam uma reacção tardia. Os pacientes que apresentaram sintomas de urticária solar desde jovens podem ser erroneamente considerados portadores de protoporfiria eritropoiética. No entanto, o principal sintoma para esta doença é a dor e seus portadores podem ser diagnosticados com níveis anormais de protoporfirina no sangue, enquanto esses níveis são normais em pacientes com urticária solar. Por fim, a urticária colinérgica, ou urticária induzida pelo calor, pode ocasionalmente parecer urticária solar porque o calor do sol fará com que uma pessoa com a doença sofra uma reacção.

## Tratamento

### Anti-histamínicos
As histaminas são proteínas associadas a muitas reacções alérgicas. Quando a radiação UV ou a luz entram em contacto com uma pessoa com urticária solar, a histamina é libertada dos mastócitos. Quando isso acontece, a permeabilidade dos vasos próximos à área de libertação da histamina é aumentada e isto permite que o fluido sanguíneo entre nos vasos e cause inflamação. Os anti-histamínicos suprimem a actividade da histamina.
A difenidramina, um bloqueador do receptor H1 de primeira geração ou medicamento que combate o receptor H1 associado a muitas reacções alérgicas, foi considerado o anti-histamínico mais potente para esta doença específica. Pacientes com prescrição de 50 miligramas quatro vezes por dia conseguiram manter a exposição normal ao sol sem sofrer uma reacção.
Pacientes com formas menos potentes de urticária solar, como urticária solar fixa, podem ser tratados com o composto fexofenadina, que também pode ser usado profilaticamente para prevenir a recorrência.

### Dessensibilização
Esta forma de tratamento visa reduzir a intensidade ou eliminar totalmente as reacções alérgicas que as pessoas têm, aumentando gradualmente a exposição à forma de radiação que causa a reacção. No caso da urticária solar, a fototerapia e a fotoquimioterapia são os dois principais tratamentos de dessensibilização.
A fototerapia pode ser usada como prevenção. A exposição a uma certa forma de luz ou radiação ultravioleta permite que o paciente desenvolva uma tolerância e os surtos podem ser reduzidos. Este tipo de tratamento geralmente é realizado na primavera. No entanto, os benefícios desta terapia duram apenas entre dois a três dias.
A fotoquimioterapia, ou PUVA, é considerada superior à fototerapia porque produz uma tolerância mais duradoura à radiação que inicia o surto. Quando o tratamento começa pela primeira vez, o objectivo principal é aumentar a tolerância do paciente à radiação UVA o suficiente para que ele possa ficar ao ar livre sem sofrer um episódio de urticária solar; assim, os tratamentos são regulados em três vezes por semana, aumentando constantemente a exposição à radiação UVA. Quando o paciente atinge um nível adequado de dessensibilização, os tratamentos são reduzidos para uma ou duas vezes por semana.

### Terapia com imunoglobulina E (IgE)
Alguns pacientes e investigadores trataram com sucesso a urticária solar com Omalizumab (nome comercial Xolair), que é frequentemente usado para tratar a urticária idiopática. Omalizumab é um anticorpo monoclonal humanizado recombinante contra IgE. Ele actua ligando a IgE livre no mesmo local que a IgE se ligaria ao seu receptor de alta afinidade (FcεRI) nos mastócitos, reduzindo assim a IgE livre no soro.

### Imunossupressão
Os médicos por vezes prescrevem medicamentos imunossupressores, como prednisolona e ciclosporina, isto se o paciente sofre de uma forma intensa de urticária solar. No entanto, os efeitos colaterais destes medicamentos podem ser graves, razão pela qual eles são reservados para os casos mais extremos.

### Plasmaférese
Em casos mais extremos, o uso de plasmaférese pode ser considerado. Esta técnica é usada para remover o plasma sanguíneo ou fluido dos glóbulos vermelhos e, de seguida, devolver as células ao corpo. Ela "remove um factor circulante do sangue que pode estar envolvido na causa da urticária", mas ainda está a ser testado e nem sempre é eficaz. Quando o tratamento é bem-sucedido, a fotossensibilidade do paciente é reduzida ao ponto de paciente poder passar por PUVA, o que pode resultar no alívio dos surtos de urticária por um período prolongado. O principal retrocesso deste tratamento é que os efeitos colaterais podem ser graves e incluir reacções anafilactóides.

## Epidemiologia
Nos Estados Unidos, apenas cerca de 4% dos pacientes com distúrbios fotossensíveis foram diagnosticados com urticária solar. Internacionalmente, o número é um pouco maior, 5,3%. A urticária solar pode ocorrer em todas as raças, mas estudos que monitorizaram 135 afro-americanos e 110 caucasianos com fotodermatoses descobriram que 2,2% dos afro-americanos tinham urticária solar e 8% dos caucasianos tinham a doença, demonstrando que os caucasianos têm uma probabilidade maior de contrair a doença. A idade varia dos 5 aos 70 anos, mas a média é de 35 anos e foram relatados casos com crianças que ainda estão a passar pela infância. A urticária solar é responsável por menos de um por cento dos muitos casos de urticária documentados. Para colocar isso numa perspectiva melhor, desde o primeiro caso documentado no Japão em 1916, mais de cem outros casos da doença foram relatados até hoje.

## História
A urticária solar foi identificada pela primeira vez por P. Merklen em 1904. Apenas um ano depois, em 1905, Ward foi o primeiro a induzir urticária através da exposição ao sol num ambiente controlado. O primeiro caso documentado ocorreu no Japão em 1916. O nome "urticária solar" foi proposto em 1923. Em 1928, a urticária foi induzida pela primeira vez. Isso foi realizado por fototeste com quantidades crescentes de radiação de vários comprimentos de onda. Em 1942, a doença foi transferida passivamente para voluntários normais, usando soro de pacientes com urticária solar.